# Le Cinquième Bateau
Le Cinquième Bateau (Piata loď), publié en 2010 à Bratislava, est un roman de l'écrivaine slovaque Monika Kompaníková (sk) (1979-).

## Résumé
Bratislava (ou ailleurs, il suffit de changer le nom des quartiers et des rues), années 1990-2000, le quotidien, hors école, d'une gamine de 10-12 ans. Jarka est enfant unique d'une mère de 26-28 ans, Lucia, immature, toujours entourée d'un courant d'air, d'amis, d'amies, d'amants et d'alcool, souvent partie (sans prévenir, en laissant un peu d'argent), toujours fatiguée, défaite, et qui répète à sa fille : « Ne cause pas de problèmes » !
Jarka vit de solitude et d'ennui dans une cité rescapée de la période soviétique, tâchant d'échapper aux bandes d'enfants instables (Majka, Pato et Mato, Slapo, Pepo, etc.), qui lui envient sa relative liberté (sans aucun parent sur le dos).
Parfois aussi, un ami de la mère, Monsieur l'Ingénieur abuse un peu d'elle, sans qu'elle arrive à se plaindre. 
De la grand-mère, Irena, à qui sa mère l'abandonne trop souvent, elles finissent par récupérer l'appartement.
Directrice d'école maternelle, célibataire, la vieille fille se retrouve enceinte de Lucia, à 40 ans : mariage forcé à un ouvrier d'usine, rétrogradation en cantinière, point de croix, manies diverses...
D'un hypothétique grand-père, Miletic, enfui en Autriche en 1968, on hérite aussi d'un petit jardin ouvrier avec cabanon, la cabane bleue avec ses volets blancs, ressemblant à un petit bateau à vapeur perdu dans une mer d'herbe.
Elle y rêve de bateaux.
L'unique copine d'école, Dorota, dispose d'un père aimant, attentionné, Peter. Il apprend à Jarka comment se débrouiller avec la machine à laver de Lucia, incapable d'aucune forme de tenue d'appartement ou de famille. Cette bonne relation avec Peter reprend dix ans plus tard.
La situation se précipite une journée particulière d'été : une femme confie à Jarka sa poussette avec deux bébés, disparaît dans la gare, sans reparaître.
Dans la cabane de jardin (Je cherche un cinquième bateau), Jarka, Jakub, Adela, et Kristian (7 ans, qui vient de fuguer), reconstituent, pour quelques jours, une sorte de famille improvisée.

## Accueil
Le lectorat francophone apprécie cette improbable quête d’amour ,.